# Gentiana pachyphylla
Gentiana pachyphylla är en gentianaväxtart som beskrevs av Elmer Drew Merrill. Gentiana pachyphylla ingår i släktet gentianor, och familjen gentianaväxter. Inga underarter finns listade i Catalogue of Life.